# NGC 2556
NGC 2556 è una galassia lenticolare situata nella costellazione del Cancro, a una distanza di circa 233 milioni di anni luce dalla nostra Via Lattea.

## Scoperta
La galassia è stata scoperta il 17 febbraio 1865 dall'astronomo tedesco Albert Marth.

## Descrizione
Dato il valore della sua luminosità superficiale pari a 11,76, NGC 2556 può essere inclusa tra le galassie che presentano una elevata luminosità superficiale.

## Gruppo di NGC 2563
NGC 2556 fa parte del Gruppo di NGC 2563. Oltre a NGC 2556 e NGC 2563, il gruppo comprende almeno altre 12 galassie, tra cui NGC 2557, NGC 2558, NGC 2560, NGC 2562, NGC 2563 e NGC 2569.